# روبرت روتشيلد
روبرت روتشيلد هو دبلوماسي وعسكري بلجيكي، ولد في 16 ديسمبر 1911، وتوفي في 3 ديسمبر 1998 في لندن في المملكة المتحدة.